# William David Lowery

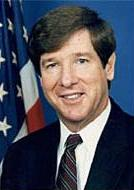
William David Lowery

William David „Bill“ Lowery (* 2. Mai 1947 in San Diego, Kalifornien) ist ein US-amerikanischer Politiker. Zwischen 1981 und 1993 vertrat er den Bundesstaat Kalifornien im US-Repräsentantenhaus.

## Werdegang
William Lowery besuchte die öffentlichen Schulen seiner Heimat und danach bis 1965 die Point Loma High School. Danach studierte er an der San Diego State University. In den folgenden Jahren arbeitete er unter anderem in der Werbebranche. Gleichzeitig schlug er als Mitglied der Republikanischen Partei eine politische Laufbahn ein. Von 1977 bis 1980 war er Stadtrat in San Diego, wobei er seit als 1979 stellvertretender Bürgermeister fungierte. Im Juli 1980 war Lowery Delegierter zur Republican National Convention in Detroit, auf der Ronald Reagan als Präsidentschaftskandidat nominiert wurde.
Bei den Kongresswahlen des Jahres 1980 wurde Lowery im 41. Wahlbezirk von Kalifornien in das US-Repräsentantenhaus in Washington, D.C. gewählt, wo er am 3. Januar 1981 die Nachfolge von Bob Wilson antrat. Nach fünf Wiederwahlen konnte er bis zum 3. Januar 1993 sechs Legislaturperioden im Kongress absolvieren. Seit 1990 war er in den House Banking Scandal verwickelt. Dabei stellte sich heraus, dass er mehr als 300 ungedeckte Schecks bei der Kongressbank einreichte, die diese dann begleichen musste. Als Folge dieser Angelegenheit zog er sich vor den Wahlen des Jahres 1990 zurück, da er davon ausging, nicht mehr wiedergewählt zu werden.
Seit dem Ende seiner Zeit im US-Repräsentantenhaus arbeitet William Lowery als Lobbyist in der Bundeshauptstadt Washington.